# Tekovské Nemce
Tekovské Nemce (bis 1948 slowakisch „Nemce“; deutsch Nemtze, ungarisch Garamnémeti – bis 1907 Németi) ist eine Gemeinde in der westlichen Mitte der Slowakei, mit 1029 Einwohnern (Stand 31. Dezember 2024). Administrativ gehört sie zum Okres Zlaté Moravce, der wiederum zum Bezirk Nitriansky kraj gehört.

## Geographie
Die Gemeinde liegt an einer Übergangszone zwischen dem Tiefland und Gebirge. Der 244 m n.m. liegende und zur traditionellen Landschaft Tekov zählende Ort befindet sich an den nördlichen Ausläufern des Donauhügellands, das zum slowakischen Donautiefland gehört, am Bach Roskovice, der aus dem nördlich gelegenen Gebirge Pohronský Inovec kommt. Weitere Merkmale in der Gegend sind der Berg Veľký Inovec (901 m n.m.), der nördlich liegt und der Fluss Hron, der weiter östlich liegt. Tekovské Nemce ist 11 Kilometer von Zlaté Moravce und 20 Kilometer von Levice entfernt.

## Geschichte
Tekovské Nemce wurde zum ersten Mal 1275 als Nempty schriftlich erwähnt, nachdem der König Ladislaus IV. den Ort den örtlichen Junkern abnahm und ihn der Abtei im benachbarten St. Benedikt schenkte. Das Erzbistum Gran erwarb den Ort 1291 teilweise und 1387 komplett zu seinem Gut. Die Haupteinnahmequelle der Bevölkerung war die Landwirtschaft. 1563 wurde der Ort vom angreifenden osmanischen Heer geplündert, bald aber wieder angesiedelt. 1776 wurde er vom neu gegründeten Bistum Neusohl erworben.
Bis 1918 lag der Ort im Komitat Barsch im Königreich Ungarn und kam danach zur neu entstandenen Tschechoslowakei.

## Bevölkerung
| Jahr                | 1994 | 2004 | 2014    | 2024    |
| ------------------- | ---- | ---- | ------- | ------- |
| Anzahl der Personen | 1067 | 1067 | 1071    | 1029    |
| Unterschied         |      | +0 % | +0,37 % | −3,92 % |

| Jahr                | 2023 | 2024    |
| ------------------- | ---- | ------- |
| Anzahl der Personen | 1039 | 1029    |
| Unterschied         |      | −0,96 % |

Laut Volkszählung 2001 ist Tekovské Nemce fast völlig slowakisch (98 %). Nach der Religion dominiert die römisch-katholische Kirche mit 94,2 %, die hier durch eine barocke Kirche der Allerheiligen vertreten wird.